# Fuga

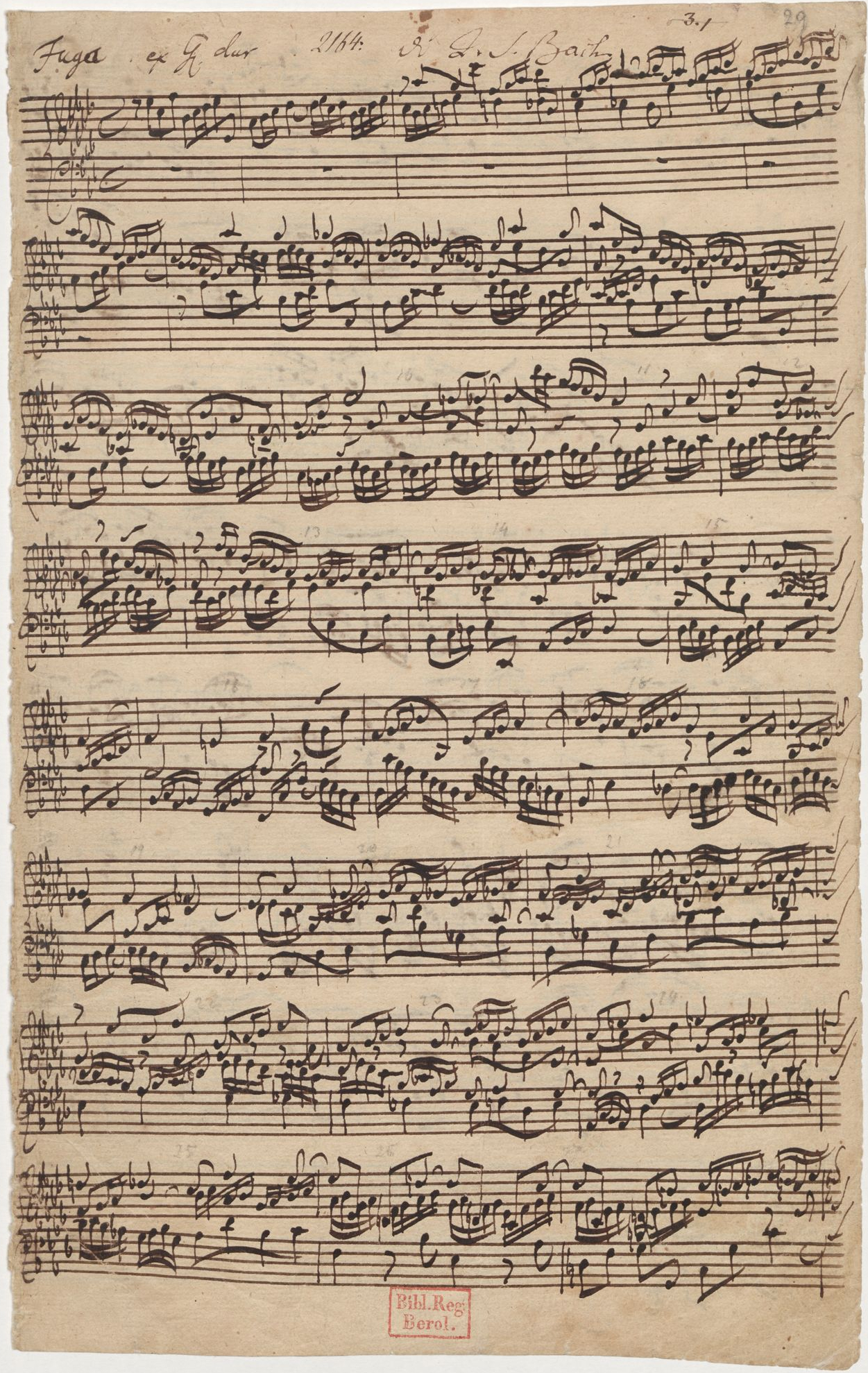
Johann Sebastian Bachs Fuga in As uit deel II Das wohltemperierte Klavier

Een fuga (van het Latijnse fugere, vluchten) is een muziekvorm waarin meerstemmigheid (contrapunt) en gevarieerde herhaling een hoofdrol spelen.
Deze vorm ontwikkelde zich in de 18e eeuw uit verschillende soorten contrapuntische composities als de ricercares, capriccio's, canzones, en fantasia's.

## Thema, dux en comes
Het belangrijkste thema wordt subject genoemd, en wordt als eerste eenstemmig gespeeld. De eerste inzet is doorgaans op de tonica en heet dux. De tweede inzet van het subject is doorgaans op de dominant en wordt comes genoemd. De melodie die in contrapunt tot het subject staat, heet contrasubject. Het contrasubject van de dux overlapt dan met het subject van de comes.

## Vorm, episodes
Een fuga heeft meerdere episodes, de eerste wordt ook wel expositie genoemd, omdat daaruit blijkt uit hoeveel stemmen de fuga bestaat. De expositie is voorbij wanneer alle stemmen een keer het thema hebben gespeeld. De episodes worden doorgaans onderbroken door korte divertimenti waarin op het materiaal van de thema's wordt gevarieerd. Elke expositie kenmerkt zich door een specifiek gebruik van bepaalde toonsoorten en themabehandelingen. Zo zijn er diverse contrapuntische technieken, zoals:
- inverse (horizontale spiegeling van het subject)
- retrograde (het subject achterstevoren)
- stretto (versnelde opeenvolging van thema-inzetten)
- augmentatie (proportionele vergroting van de notenwaarden, verlangzaming)
- diminutie (proportionele verkleining van de notenwaarden, versnelling)

Een dubbelfuga is een fuga waarin twee subjecten behandeld worden, bijvoorbeeld het Kyrie eleison uit het Requiem van Mozart.
De meester van de fuga is Johann Sebastian Bach, die talloze fuga's gecomponeerd heeft.
Hij verwerkte zelfs een vocale fuga in de Johannes-Passion: Wir haben ein Gesetz en Lässest du diesen los.

## Aantal stemmen
Over het algemeen heeft een fuga twee tot vijf stemmen (melodielijnen), maar in grote koor- of orkestrale fuga's zijn zelfs acht tot tien stemmen mogelijk. Minder dan drie stemmen zijn erg zeldzaam, omdat in het geval van twee stemmen het zogenaamde subject enkel tussen de eerste en tweede stem kan verwisselen. Het bekendste voorbeeld van zo'n tweestemmige fuga is de fuga in e uit het eerste boek van Bachs Wohltemperierte Klavier. Stukken die verwante fugatische technieken gebruiken worden ook wel fughetta of inventies genoemd. Eénstemmige fuga's zijn uiteraard onmogelijk. Wel is het mogelijk meerstemmigheid te suggereren, zoals door Bach gedaan wordt in zijn sonates en partita's voor viool en cellosolo. In het eerste deel van de vijfde suite voor cello solo schrijft Bach een suggestie van een meerstemmige fuga.
In navolging van Bach bedienden veel componisten zich van fuga’s in hun composities. De finale van Mozarts Jupitersymfonie (nr. 41, KV 551) is daarvan een mooi voorbeeld. Andere componisten die regelmatig fuga’s componeerden zijn Haydn, Schubert, Mendelssohn en Bruckner. Vooral de finale van Bruckners vijfde symfonie (WAB 105) geldt als een van de meest complexe fuga’s in de muziekliteratuur.

## Problemen bij het schrijven van een fuga

### Tonale beantwoording
Wanneer het begin van het fugathema (de dux) de dominant bevat, kan dit bij beantwoording van een exact getransponeerde comes een dissonant opleveren. Een manier om dit te voorkomen is door de dominante tonen in het begin van de dux niet te transponeren over een reine kwint, maar over een reine kwart. Het betreft meestal het begin van het thema.
Voorbeeld (in C groot):
dux g/c g c d/e f g c
comes c/g c g a/b c d g

### Modulerende dux
Bij een dux die een reine kwint omhoog moduleert, kan bij exacte beantwoording het probleem ontstaan dat de fuga erg ver van de begintoonsoort geraakt. In geval van een dux die van C groot naar G groot moduleert, zou dan een comes moeten volgen die van G groot naar D groot moduleert. Om dit te voorkomen krijgt het modulerende gedeelte van de comes een wending terug naar C groot, waardoor een voorzin-nazin-structuur ontstaat.
Soms wordt bij het het overgaan van de dux naar de comes het probleem van moduleren ondervangen door een koppelmotief toe te passen, een kort aantal noten die de overgang van tonica naar dominant bewerkstelligen.

## Varianten van de fuga
- Een fugato is een deel van een compositie dat kenmerken heeft van een (korte) fuga, zoals verschillende thema-inzetten, echter meestal heeft een fugato niet de volledige uitwerking van een fuga. Fugato's komen soms voor als verbindende delen van een compositie, zoals in het Pianoconcert van Schumann, waar het orkest op zeker moment een fugato speelt.
- Een fughetta is een kleine korte fuga, zo genoemd vanwege de eenvoudige doorwerkingen der thematiek en meestal kortere lengte van de compositie.